# Néa Kerasoúnta
Néa Kerasoúnta är en ort i Grekland.   Den ligger i prefekturen Nomós Prevézis och regionen Epirus, i den centrala delen av landet, 280 km nordväst om huvudstaden Aten. Néa Kerasoúnta ligger 23 meter över havet och antalet invånare är 925.
Terrängen runt Néa Kerasoúnta är platt åt sydost, men åt nordväst är den kuperad.Runt Néa Kerasoúnta är det ganska tätbefolkat, med 230 invånare per kvadratkilometer. Närmaste större samhälle är Arta, 11,0 km öster om Néa Kerasoúnta. Trakten runt Néa Kerasoúnta består till största delen av jordbruksmark.